# 1134 Kepler
Kepler é o asteroide número 1134, localizado no cinturão principal. Foi descoberto pelo astrônomo Max Wolf do observatório de Heidelberg, em 25 de setembro de 1929. Sua designação alternativa é 1929 SA. Foi nomeado em honra do astrônomo alemão Johannes Kepler (1571-1630).